# Мбалмайо
Мбалма́йо (фр. Mbalmayo) — місто й комуна в південній частині Центрального регіону Камеруну. Є адміністративним центром департаменту Ньйонг і Соо.

## Географія
Місто розташовано на берегах річки Ньйонг за 50 кілометрів на південь від Яунде. Зі столицею регіону та країни Мбалмайо поєднаний залізничною лінією.

## Населення
Динаміка чисельності населення міста за роками:
| Дата оцінки чи перепису           | 1987 | 2001 | 2008 |
| --------------------------------- | ---- | ---- | ---- |
| Чисельність населення (тис. осіб) | 35,4 | 65,4 | 88,7 |

## Економіка
Мбалмайо є центром сільськогосподарського району, розвинута лісова промисловість.